# Nowe Książki
Nowe Książki – polski miesięcznik literacki wydawany od 1949 w Warszawie, do końca marca 2010 wydawany przez Bibliotekę Narodową, a od 1 kwietnia 2010 przez Instytut Książki.
Jest to najstarsze polskie czasopismo poświęcone polskim nowościom wydawniczym.
„Nowe Książki” na samym początku były bibliograficznym biuletynem nowości. Później czasopismo przekształcało się i poszerzało swoją zawartość. Zmieniło się w czasopismo recenzyjno-publicystyczne, z wieloma stałymi działami, felietonami i innymi rodzajami publikacji.
Od 1953 roku do listopada 1981 roku pismo ukazywało się jako dwutygodnik.

## Stałe działy
Stałe działy periodyku to m.in.:

- „O literaturze”
- „Proza polska”
- „Proza obca”
- „Poezja”
- „Dramat”
- „Wspomnienia-biografie”
- „Sztuka”
- „Wokół religii”
- „Filozofia”
- „Historia”
- „Publicystyka”
- „Polityka”
- „Popularyzacja nauki”
- „Dla dzieci”

Recenzje i omówienia książek, pomieszczone w wymienionych działach, pisane są przez kompetentnych krytyków literackich, specjalistów i naukowców.

## Redaktorzy naczelni
- Juliusz Wiktor Gomulicki (1949–1953)
- Adam Klimowicz (1953–1967)[4]
- Zenona Macużanka (1967–1984)[5]
- Janusz Termer (1985–1990)
- Marcin Czerwiński (1990–1991)[6]
- Lidia Wójcik (1992–1997)[7]
- Tomasz Łubieński (1998–2019)
- Grzegorz Filip (2019–2025)[8]
- Joanna Stryjczyk (od 2025)[9]